# Камлюк, Лилия Васильевна
Камлю́к Ли́лия Васи́льевна (белор. Камлюк Лілія Васільеўна; род. 2 февраля 1937 года) — доктор биологических наук (1992), профессор (1997), преподаватель кафедры общей экологии и методики преподавания биологии биологического факультета БГУ (1997).

## Биография
Камлюк Лилия Васильевна родилась 2 февраля 1937 году.
После окончания в 1959 г. биологического факультета БГУ работала в Институте Биологии АН БССР.
С 1960 по 1963 гг — аспирантка кафедры зоологии беспозвоночных биологического факультета БГУ, её научным руководителем был известный ученый профессор Г. Г. Винберг. После окончания аспирантуры осталась работать на кафедре зоологии беспозвоночных в должности ассистента.
В 1963—1964 гг. — стажер Полярографического Института и Карлового университета в Праге (ЧССР).
В 1965 г. защитила кандидатскую диссертацию.
С 1968 г. работала на кафедре зоологии беспозвоночных в должности старшего преподавателя.
В 1972—1979 гг. — старший научный сотрудник лаборатории гидробиологии и удобрения прудов Белорусского научно-исследовательского института рыбного хозяйства.
С декабря 1979 г. -доцент кафедры общей экологии биологического факультета БГУ, ученое звание доцента присвоено в 1981 г.
В 1992 г. защитила докторскую диссертацию «Закономерности функционирования зоопланктонного сообщества экосистем рыбоводных прудов».
С 1992 г. по настоящее время — профессор кафедры общей экологии и методики преподавания биологии биологического факультета БГУ.
Ученое звание профессора присвоено в 1997 г. Читает студентам биологического факультета лекции по курсам «Экология и рациональное природопользование», «Методика преподавания биологии», «Гидроэкология» и «Глобальная экология», руководит подготовкой курсовых и дипломных работ студентов кафедры, в течение многих лет является членом ГЭК, членом Совета биологического факультета, является членом жюри Республиканского смотра научных студенческих работ по биологии.

## Области научных интересов
Гидроэкология рыбоводных прудов, а также проблемы содержания и преподавания биологии в средней школе.

## Педагогическая деятельность
Лилия Васильевна разработала учебные и типовые программы по ряду курсов специальности «биоэкология»; является руководителем научных проектов БГУ, Национального института образования, Министерства образования Республики Беларусь. По результатам научно-исследовательской и учебной работы опубликовала свыше 250 научных, научно-методических и учебных публикаций.
Профессор Л. В. Камлюк вместе с доцентом В. В. Гричиком принимают участие в учебно-методическом обеспечении реформы биологического образования в общеобразовательной школе, работая, в частности, над вопросами определения содержания школьных биологических курсов, составления учебных программ. Л. В. Камлюк выполняет огромную работу по написанию учебников для средних школ и учебных пособий для поступающих в ВУЗы. Ею в соавторстве опубликовано 15 учебных пособий, некоторые из них выдержали по 8 изданий.
Л. В. Камлюк — член двух советов по защите диссертаций, трех редакционных советов, член международного совета по научно-техническому сотрудничеству в области исследований водных биоресурсов и аквакультур, член экспертного совета Фонда фундаментальных исследований Республики Беларусь и совета по защите кандидатских и докторских диссертации по специальностям «Гидробиология», «Зоология», «Экология» и ряда других советов. Ветеран труда.

## Научная деятельность
Л. В. Камлюк исследовала структурные и функциональные изменения в сообществе зоопланктона двух водохранилищ г. Минска (Дрозды и Чижовского), находящихся под влиянием комплексного антропогенного воздействия на входе и выходе из города. Исследовала симбиофауну двустворчатого моллюска Dreissena polymorpha, ареал которой интенсивно расширяется в Европе и Северной Америке. Работы по изучению биоразнообразия водорослей, охватывающие видовое, биотопическое и структурно-функциональное разнообразие водорослевых сообществ перифитона, фитопланктона, микрофитобентоса, метафитона, нейстона ведутся на разнотипных экосистемах: озерах, реках, прудах, каналах, очистных сооружений, мелиоративных системах, начато изучение альгофлоры болот.

## Награды
В 2012 г. за многолетнюю плодотворную научно-педагогическую деятельность удостоена почетного звания «Заслуженный работник Белорусского государственного университета».

## Основные труды
1. Камлюк Л. В. Общие тенденции в формировании структурной и функциональной организации планктонного комплекса экосистемы рыбоводных прудов разной степени интенсификации.// Сб. "Пресноводная аквакультура в Центральной и Восточной Европе: достижения и перспективы. Матер. Междунар. научно-практич. конферен. 18-21 сентября 2000 г. г. Киев, С. 88-91.
2. L.V. Kamlyuk. Zasady funkcjonowania kompleksu planktonowego stawow z allochtonicznym typem chowu ryb. Rybactwo, Olsztyn, 2003, p.91-95
3. Н. А. Лемеза, Л. В. Камлюк, Н. Д. Лисов Биология для поступающих в ВУЗы. Мн.:Юнипресс, 2003. 623 с.
4. Е. С. Шалапенок, Л. В. Камлюк, Н. Д. Лисов Тесты по биологии для поступающих в ВУЗы. М.: Айрис-пресс, 2003. — 350 с.
5. Н. А. Лемеза, Л. В. Камлюк, Н. Д. Лисов. Биология в вопросах и ответах. Справочник для учителей и абитуриентов. 7-е издание, испр. и доп. — М.: Айрис-пресс, 2004.
6. Камлюк Л. В. Глобальная экология / уч. пособие, Минск: БГУ, 2004.(Содержание) Архивная копия от 28 сентября 2016 на Wayback Machine
7. Камлюк Л. В. Биосфера — живая оболочка планеты. / Біялогія: праблемы выкладання. Минск, 2006. № 3. — С.3-50.
8. Камлюк Л. В. Механизмы защиты организма человека. / Біялогія: праблемы выкладання. Минск, 2008. № 2. — С.13-18.
9. Камлюк Л. В. Болезни человека. / Біялогія: праблемы выкладання. Минск, 2008. № 3. — С.13-23.
10. Камлюк Л. В. Выход сеголетков карпа из зимовки — фактор повышения экономической эффективности рыбоводства // Материалы 2-й международной научно-практической конференции «Устойчивое развитие экономики: состояние, проблемы, перспективы», — Пинск, 15-17 апреля 2008. — С.27-30.
11. Камлюк Л. В. Сезонная динамика доли кормового зоопланктона в карповых прудах с разной плотностью выращивания // Вопросы рыбного хозяйства Беларуси. Сб. научных трудов. — Мн.: 2008, вып. 24. — С.91-93.
12. Камлюк Л. В. Особенности развития естественных кормовых ресурсов и использования их карпом в прудах с экстремальными гидрохимическими условиями // Вестник Полесского государственного университета, 2009. — № 1. С. 3-6.
13. Камлюк Л. В. Поведение как результат эволюции // Біялогія: праблемы выкладання, 2009. — № 2. С. 15-21.(Полный текст) Архивная копия от 28 сентября 2016 на Wayback Machine
14. Камлюк Л. В. Общественное поведение животных и человека / Біялогія: праблемы выкладання. Минск, 2009. № 3. — С. 3-8. (Полный текст) Архивная копия от 28 сентября 2016 на Wayback Machine
15. Камлюк Л. В. Биология 10 класс. Учебное пособие для учащихся. Серия «Готовим домащние задания» — Минск: Юнипресс , 2010. — 144.
16. Камлюк Л. В. Биология 7 класс. Серия «Готовим домашнее задания»,- Минск: Юнипресс, 2010.- 112 с.
17. Камлюк Л. В., Шалапенок Е. С. Биология: учебное пособие для 8-го класса общеобразовательных учреждений с рус. яз. обучения. — 3-е издание, дополненное.- Минск: Народная асвета, 2010. — 222с.
18. Камлюк Л. В., Шалапёнак А. С. Біялогія: вучэбны дапаможнік для 8-га класа агульнаадукац. устаноў з бел. мов. навучэння.- 3-е выд., дап. — Мінск: Нар. асвета, 2010. — 222с.